# Erik Solér
Erik Francisco Solér (* 6. August 1960 in Lillestrøm) ist ein ehemaliger norwegischer Fußballspieler. Nach seiner Laufbahn als Profi war er als Spielervermittler, Sportkommentator und Sportdirektor tätig.

## Vereinskarriere
Solér begann 1979 seine Karriere bei Lillestrøm SK. Dort wurde er die erste Zeit als defensiver Mittelfeldspieler eingesetzt. Später wechselte er auf die rechte Abwehrseite. 1984 verließ er den Verein und spielte kurze Zeit für Eik-Tønsberg, ehe er im Sommer 1984 zum Hamburger SV wechselte. Der Bundesligist zahlte für den Norweger eine Ablösesumme in Höhe von 180 000 D-Mark. Bevor es zur Verpflichtung durch den HSV kam, setzten die Hamburger ihn im Januar 1984 zu Probezwecken ohne Genehmigung des Deutschen Fußball-Bunds (DFB) in einem Privatspiel gegen Olympique Marseille ein, woraufhin der DFB Ermittlungen einleitete. Nach anderthalb Jahren kehrte er Deutschland den Rücken und ging zurück nach Norwegen zu Brann Bergen. 
Mit seiner nächsten Station, der dänischen Mannschaft Aarhus GF, gewann er 1988 den Landspokalturneringen. Von 1989 bis 1990 spielte er wieder für Lillestrøm SK und beendete dort seine Karriere.

## Nationalmannschaft
Sein erstes Länderspiel machte Solér 1982. Insgesamt stand er 39-mal für die Norwegische Nationalmannschaft auf dem Platz. Am 28. Juli 1988 spielte er zum letzten Mal für die Norweger bei einem 1:1 gegen Brasilien in Oslo.

## Nach der Spielerkarriere
Nach seiner aktiven Zeit wurde er Ende der 90er Jahre zu einem der wichtigsten Spielervermittler Norwegens. Erik Mykland, Steffen Iversen und andere Nationalspieler aus der Zeit waren seine Klienten. Von 2002 bis 2008 war er Teilhaber und Präsident des norwegischen Fußballvereins IK Start. Während dieser Zeit schaffte die Mannschaft den Aufstieg in die Tippeligaen und beendete seine erste Saison auf dem zweiten Platz.
Am 25. November 2009 gab Solér bekannt der nächste General Manager und Sportdirektor des US-amerikanischen Erstligisten New York Red Bulls zu werden. Am 7. Dezember 2009 wurde dies von Seiten der Red Bulls bestätigt. Während seines ersten Jahres hatte er großen Anteil an dem Gewinn der Eastern Conference und der deutlichen Verbesserungen der Mannschaft. Er verpflichtete in dieser Zeit Spieler wie Roy Miller, Joel Lindpere, Thierry Henry und Rafael Márquez.
Im Oktober 2012 beendete Red Bull die Zusammenarbeit mit Solér.

## Sonstiges
- Erik Solér hat einen Hochschulabschluss in Psychologie.
- Er ist der Sohn eines aus Spanien stammenden Vaters[2] und einer norwegischen Mutter.[5]